# Утрехтска уния
Утрехтската уния (на нидерландски: Unie van Utrecht) е договор, подписан на 23 януари 1579 година в Утрехт, Нидерландия, обединявайки северните провинции на Нидерландия, бунтуващи се срещу Хабсбургска Испания.
Утрехтският съюз се счита за основата на републиката на Седемте съединени провинции, която не е призната от Испанската империя до Дванадесетгодишното примирие през 1609 г.
Договорът е подписан от графство Холандия, графство Зеландия, провинция Утрехт и провинция (но не града) Гронинген. През следващите месеци на 1579 и 1580 г. и други провинции и градове се присъединяват, като Гент, градове във Фризия, Гелдерн, Ипр, Антверпен, Бреда, Брюксел, Брюге и Гронинген. Договорът е реакция на протестантските провинции срещу Араската уния от 1579, в който южните провинции обявяват подкрепата си за католическа Испания.